# Tillmann Mohr
Tillmann Werner Gustav Josef Mohr (* 3. Januar 1940 in Vacha) ist ein deutscher Meteorologe.
Von 1992 bis 1995 war er Präsident des Deutschen Wetterdienstes. 1995 wurde er zum Generaldirektor von EUMETSAT in Darmstadt berufen. Dieses Amt übte er als bisher einziger Deutscher bis zum Beginn seines Ruhestands im Jahr 2004 aus.

## Leben
Mohr studierte Mathematik, Physik und Meteorologie an den Universitäten Würzburg und Frankfurt. Nach einem Forschungsstipendium in Japan promovierte er 1970 zum Dr. phil. nat. mit einer Arbeit über tropische Meteorologie.
1965 trat Mohr in den Deutschen Wetterdienst ein, wo er ab 1967 als Meteorologe im Analyse- und Prognosezentrum im Zentralamt des Deutschen Wetterdienstes in Offenbach arbeitete. Von April 1968 bis Oktober 1968 war er als Stipendiat der Japanischen Regierung im Forschungszentrum des Japanischen Wetterdienstes in Tokio. Anfang 1970 wechselte er in das Referat Satellitenmeteorologie und begann als Vertreter Deutschlands mit der Arbeit am ESA-Projekt für einen zukünftigen europäischen Wettersatelliten (METEOSAT). 1973 wurde er zum Leiter des Referats Satellitenmeteorologie befördert.
1978 übernahm  Mohr die Leitung der Abteilung Wettervorhersage im Zentralamt des Deutschen Wetterdienstes und 1983 die Leitung der Abteilung Allgemeine Infrastruktur. Ab 1984 übernahm er die Position des stellvertretenden Präsidenten des Deutschen Wetterdienstes. Im Mai 1992 wurde Mohr zum Präsidenten des Deutschen Wetterdienstes ernannt.
Sein Engagement für die Satellitenaktivitäten begann bereits 1971 bei der ESRO (European Space Research Organization), später bei der ESA (European Space Agency) als Mitglied und Vorsitzender von Arbeitsgruppen und Programmausschüssen. Er leitete als Vorsitzender der ESA-METEOSAT Operational Working Group die Einrichtung des METEOSAT Operational Program (MOP) und war nach dessen Gründung Vorsitzender des ESA-Operational METEOSAT Program Board (PB-OM). Unter seinem Vorsitz wurden die Vorbereitungen für die Gründung von EUMETSAT abgeschlossen.
Nach der Gründung von EUMETSAT im Juni 1986 leitete er die deutsche Delegation im EUMETSAT-Rat und war von 1989 bis 1993 Vorsitzender des politischen Beratungsausschusses von EUMETSAT. Am 1. August 1995 übernahm er die Leitung von EUMETSAT vom ersten Direktor, John Morgan, und wurde zum Direktor von EUMETSAT ernannt. Im November 2000 wurde dieser Posten mit dem neuen Titel Generaldirektor versehen.
Nach seiner Pensionierung war er als persönlicher Berater der Generalsekretäre Michel Jarraud (2004–2015) und Petteri Taalas (2016–2019) der Weltorganisation für Meteorologie tätig. Darüber hinaus nahm er seit 2014 die Funktion als Berater der Chinese Meteorological Administration für deren FENGYUN-Satellitenprogramme wahr.

## Auszeichnungen und Ehrungen
- 1996 – Mitglied der International Academy of Astronautics (IAA)
- 2003 – Gagarin Medaille (Russische Föderation)
- 2004 – Bundesverdienstkreuz 1. Klasse
- 2014 – 58. IMO-Preis der Weltorganisation für Meteorologie[3]
- 2018 – EMS Silver Medal (höchste Auszeichnung der European Meteorological Society)

## Veröffentlichungen
- I. Allison, M. Beland, K. Alverson, R. Bell, D. Carlson, K. Danell u. a.: The Scope of Science for the International Polar Year 2007–2008. (= WMO/TD. 1364). 2007.
- T. Mohr: Picture of the month: air pollution photographed by satellite. In: Monthly Weather Review. Band 99, Nr. 8, 1971, S. 653–653.
- T. Mohr: PICTURE OF THE MONTH: The Life History of a Huge Pack-Ice Field. In: Monthly Weather Review. Band 99, Nr. 1, 1971, S. 30–31.
- T. Mohr, J. Schmetz: Weather observations from space. In: Utilization of Space. Springer, Berlin/ Heidelberg 2006, S. 111–130.
- T. Mohr: CEOS: its role and activities. In: Space Policy. Band 15, Nr. 3, 1999, S. 137–140.
- T. Mohr: Beitrag zur Umwandlung tropischer Wirbelstuerme in intensive aussertropische Zyklonen. Deutscher Wetterdienst, Deutsche Meteorologische Bibliothek. 2015
- I. Allison, M. Béland, K. Alverson, R. Bell, D. Carlson, P. Cutler u. a.: The state of polar research: A statement from the International Council for Science/World Meteorological Organization Joint Committee for the International Polar Year 2007–2008. 2009.
- Eumetsat: Previsioni e ricerca climatic, Dallo Spazio per la Terra, de Agostini. Novarra, 2003, S. 134–135.
- The role of satellites in WMO programmes in the 2010s. (= WMO/TD. No. 1177). 2003.
- Weather Observations from Space, Utilization of Space. Springer, 2006, S. 111–128.
- The Global Satellite Observing System: a success story. In: WMO Bulletin. Band 59, Nr. 1, S. 1–5.
- Understanding Earth’s Polar Challenges: International Polar Year 2007–2008. University of the Artic, Rovaniemi, Finland/CCl Press Edmonton, Alberta, Canada and ICSU/WMO Joint Committee for the Polar Year 2007–2008. 2011, S. 357–370.